# Aldgate (brama)
Aldgate – dawna brama wjazdowa do londyńskiego City, jedna z sześciu bram w londyńskim murze obronnym wzniesionych przez Rzymian w II/III wieku. Trzykrotnie przebudowywana, została wyburzona w 1761 roku. Pozostałości po bramie, ukryte pod powierzchnią ulicy, wpisane są do rejestru zabytków (scheduled monument), kilkukrotnie były przedmiotem badań archeologicznych.
Przez bramę prowadziła droga wiodąca w kierunku Anglii Wschodniej. Nazwę Aldgate nosi współcześnie krótki odcinek tej drogi, w miejscu gdzie znajdowała się dawniej brama. Na zachodzie droga ulega rozwidleniu na ulice Leadenhall Street i Fenchurch Street; jej przedłużenie w kierunku wschodnim stanowi Aldgate High Street, dalej Whitechapel Road.

## Historia
Brama, wraz z murem londyńskim, została zbudowana przez Rzymian na przełomie II/III wieku (Londinium). We wczesnym średniowieczu Anglosasi nadali jej nazwę Ealdgate („stara brama”). Przebudowana pomiędzy 1108 a 1147 rokiem, w 1215 roku dobudowano do niej dwie wieże na planie półkola. Poeta Geoffrey Chaucer, zatrudniony jako celnik, wynajmował pomieszczenie usytowane ponad bramą w latach 1374–1385. Kolejna przebudowa bramy miała miejsce w latach 1607–1609, kiedy uzyskała ona swój ostateczny wygląd z dwoma wieżami o prostokątnych podstawach; dobudowano wówczas osobne, węższe przejście dla pieszych. Bramę rozebrano w 1761 roku, by umożliwić poszerzenie biegnącej przez nią ulicy, zachowując jedynie fundamenty. Rozebraną budowlę zakupił antykwariusz Ebenezer Mussell, z którego inicjatywy odbudowana została na terenie należącej do niego posiadłości w Bethnal Green; wyburzona na początku XIX wieku.